# 科尤克 (阿拉斯加州)
科尤克（英語：Koyuk），是美国阿拉斯加州的一座城市。该市的人口在2000年为297人，2010年有332人。人口在阿拉斯加州排行第81。